# Represión en la zona republicana durante la guerra civil española
La represión en la zona republicana durante la guerra civil española fue una sucesión de acciones violentas cometidas en el territorio del bando republicano durante la guerra civil española.
Dichas acciones eran cometidas por grupos de revolucionarios contra aquellos a los que percibían como sus enemigos de clase. En España, eso incluía tanto a empresarios, industriales, terratenientes y políticos de la derecha como a miembros y bienes de la Iglesia católica, a quien tradicionalmente las fuerzas de izquierda había visto siempre como alineada junto a las clases capitalistas y reaccionarias, y actuando como un factor necesario para la alienación del obrero. El número de religiosos católicos muertos, sin contabilizar los seglares, se ubicaría en torno a los 6000 y 6800.
El golpe de Estado de julio de 1936 y la revolución social que lo siguió en la zona que quedó en poder de la República provocaron el colapso del Estado y de sus aparatos coercitivos ―el ejército fue disuelto y los cuerpos policiales sufrieron una profunda mutación―. Ocuparon su lugar multitud de «micropoderes» ejercidos por comités y milicias obreras y también por restos de algunas unidades policiales y de organismos oficiales. Estos «micropoderes» ejercieron las funciones propias de los aparatos policiales y judiciales del Estado y protagonizaron la intensa violencia política que se desató especialmente en los primeros meses de la guerra contra los «derechistas» y «facciosos» de la retaguardia republicana ―un colectivo especialmente perseguido fueron los religiosos―.
Los centros de detención que usaron se denominaron generalmente «checas», (no confundirse con la checa originaria bolchevique). En las prisiones los encarcelados por motivos políticos ―los «derechistas»― fueron objeto de malos tratos, de vejaciones y de trabajos forzados, especialmente cuando los encargados de su custodia eran milicianos y no funcionarios.

## La represión en la zona republicana en los primeros meses

### Después del golpe de Estado de 1936

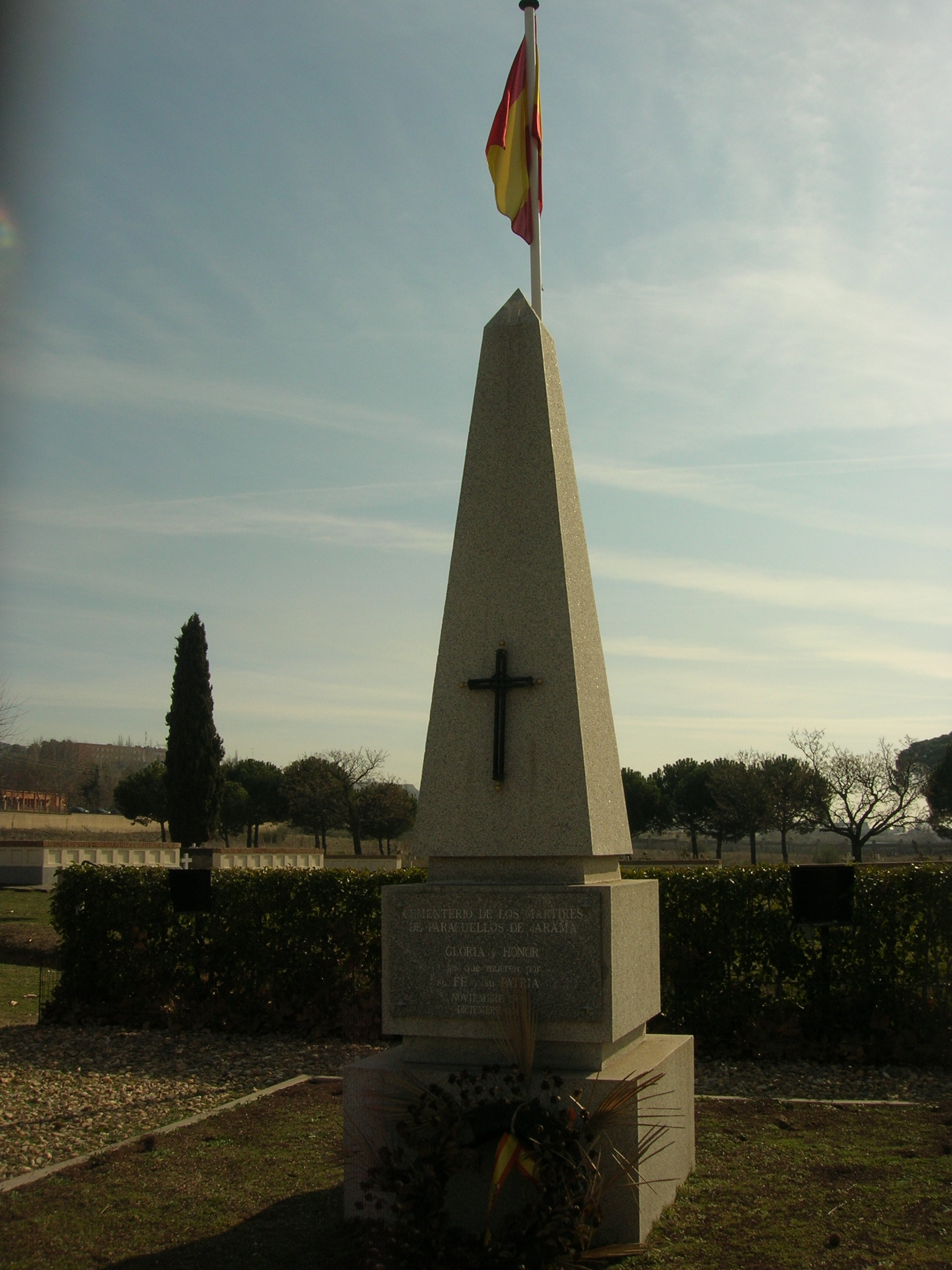
Monolito alzado en el cementerio de Paracuellos de Jarama, en honor a las víctimas de las matanzas de Paracuellos enterradas en el mismo.

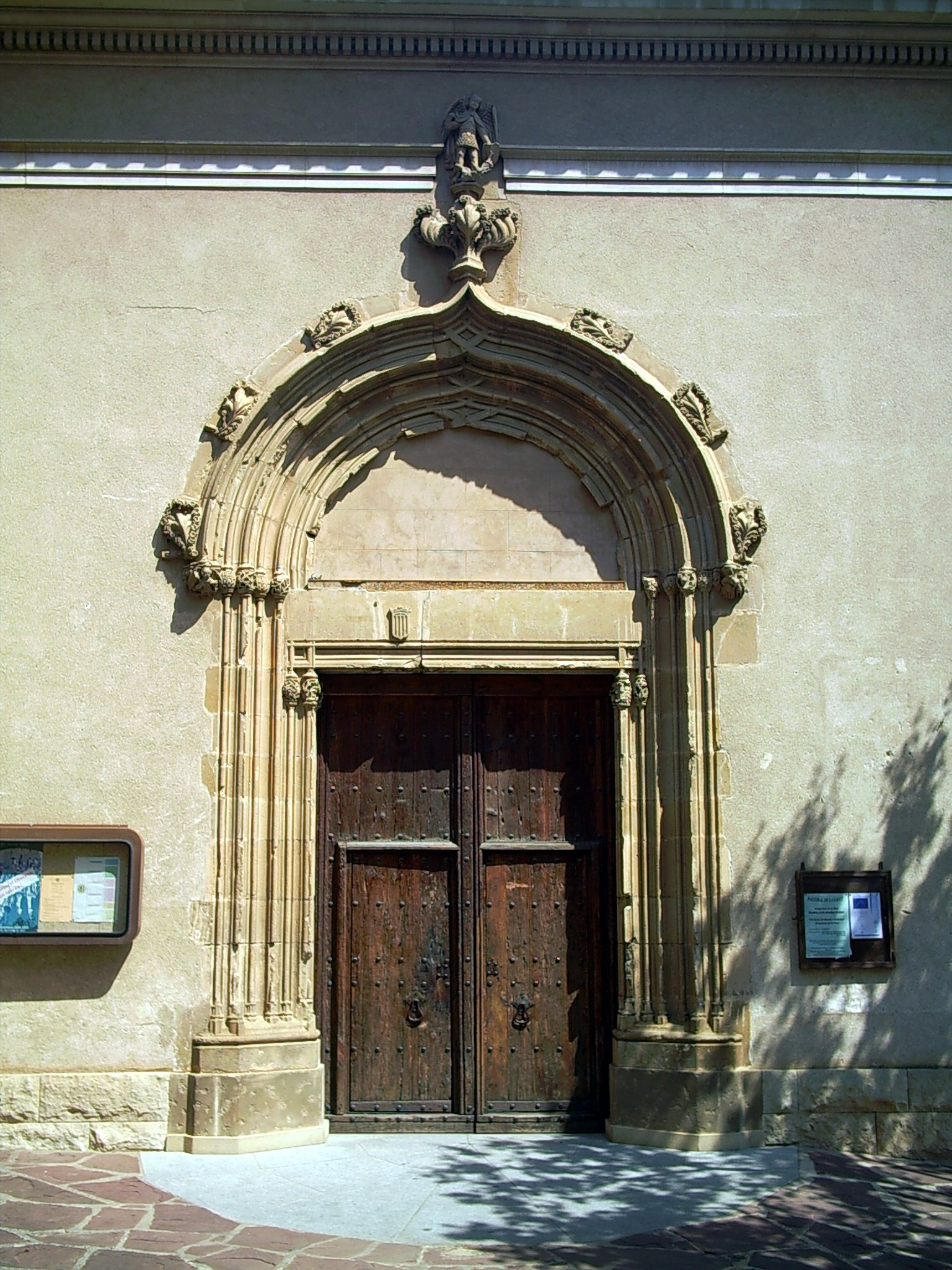
Portal gótico de la iglesia parroquial de San Ginés, en Vilasar de Dalt (Barcelona), recuperado de las ruinas de la iglesia original, derruida y reconstruida en 1940.

Los primeros días tras el golpe de Estado se unieron dos factores determinantes en el estallido de la represión indiscriminada en el territorio controlado por la República: con el fin de apagar los focos de rebelión se repartieron armas a los obreros integrados en milicias (o estos las consiguieron por su cuenta), controladas por los partidos políticos y sindicatos, no por el Gobierno; y la rendición de los militares sublevados en las plazas donde el golpe fracasó destapó la trama de conjuras alrededor de la planificación del mismo, exponiendo la intervención de grupos de ultraderecha y extendiendo la sospecha de «golpistas» sobre todas las organizaciones y clases sociales que en alguna ocasión habían apoyado políticamente a tales grupos, lo cual incluía a políticos de la derecha y la Iglesia católica.
La entrega de armas a contingentes fuera del control del Estado, unida a una identificación, cierta o no, de enemigos de la República, se unió a la oportunidad de realizar ajustes de cuentas personales. La represión empezó con la ejecución de golpistas tras rendirse en las zonas donde el alzamiento fracasó. De ahí, siguió con el arresto indiscriminado, seguido en ocasiones del asesinato, de sospechosos de haber apoyado el golpe: principalmente industriales, terratenientes, gente de ideología política claramente derechista, y religiosos.
El tema de hasta dónde llegaron las responsabilidades políticas en esta fase inicial de crímenes es objeto de cierta disputa. La línea más común en la historiografía afirma que la gran mayoría de casos se debieron principalmente a una explosión de ira en el bando republicano o a revanchismo individual amparado en la falta de control, y que como tal, se apagaron hasta desaparecer a inicios de 1937 cuando el gobierno finalmente logró tomar las riendas de los grupos de milicianos armados. Algunos autores "revisionistas", encabezados por Pío Moa y César Vidal, afirman que el Gobierno de la República y los principales partidos políticos que lo formaban eran perfectamente conscientes de lo ocurrido, y favorecían dichas acciones de manera abierta y constante. La afirmación de que la Guerra Civil no comenzó con el golpe de Estado en España de julio de 1936 sino con la Revolución de Asturias de 1934 forma parte de la línea argumental de estos autores en todas sus obras sobre la Guerra Civil y la dictadura franquista.
La represión se inició persiguiendo a golpistas hechos prisioneros (como Fanjul o Goded), y a aquellos percibidos como enemigos de clase: dirigentes, militantes o simpatizantes de la CEDA, de la Comunión Tradicionalista (como Víctor Pradera) o de Falange Española (como Primo de Rivera o Ledesma), pero también terratenientes y nobles (como De la Quadra Salcedo), empresarios e industriales, católicos reconocidos (como Rovira i Roure) e incluso políticos republicanos contrarios a la revolución social (como Melquíades Álvarez). Se formaron patrullas de milicianos armados con el objetivo de arrestar y juzgar sumariamente a los «enemigos del pueblo». Aunque una minoría de los asesinados eran supuestamente culpables de delitos de sangre, el vacío de poder causado por el golpe, rellenado de facto por los recientemente armados grupos de las milicias obreras sin supervisión, dio pie a la posibilidad de ajustar cuentas personales sin temor a castigo, situación que se dio con relativa frecuencia. Del mismo modo, el calor del combate en los primeros días provocó varios incidentes de asesinatos masivos de prisioneros cuando los milicianos lograban reducir un núcleo golpista después de una defensa armada intensa, como sucedió en el cuartel de Simancas y el cuartel de la Montaña.
En las grandes ciudades se instituyeron las checas con el fin de actuar como policía política, aunque algunas (como la dirigida por Agapito García Atadell) eran simples bandas criminales con afán de lucro personal, que se amparaban bajo la cobertura de los partidos y sindicatos para alcanzar sus objetivos personales. Los presos eran muchas veces objeto de «paseos» (eran trasladados a las afueras, donde se les ejecutaba y se abandonaba el cadáver). En ocasiones estos asesinatos se realizaban de forma masiva, en las llamadas sacas de presos, como ocurrió durante la matanza de la Cárcel Modelo; en éstas se reunía a presos de distintas checas o cárceles (como las de Porlier o la Modelo de Madrid), muchas veces con el pretexto de un traslado, cuando realmente su destino era una ejecución extrajudicial y una fosa común. Las más famosas de ellas fueron las posteriormente bautizadas como matanzas de Paracuellos.
Todas las grandes ciudades en la zona republicana dispusieron de sus checas, como Valencia, en la que destacaron por su importancia las checas de Santa Úrsula, de Trinitarios o del Seminario, de Carniceros, de las Torres de Quart o de la calle Sorní, por la que pasaron miles de valencianos. En ellas no sólo se privaba de libertad sino que se llevaban a cabo torturas y ejecuciones.
En Cataluña se constituyeron unas fuerzas de seguridad paralelas a las gubernamentales, como fueron las Patrullas de Control, adscritas al Comité Central de Milicias Antifascistas de Cataluña, que actuaron de forma represiva violenta por toda la geografía catalana y participaron activamente en la persecución a los maristas en Barcelona en 1936, en la que murieron 172 personas.
Las violaciones y demás vejaciones a las mujeres (como en el caso de las llamadas enfermeras mártires de Somiedo) fueron proporcionalmente muy infrecuentes.

### El caso del País Vasco
La actual comunidad autónoma del País Vasco permaneció prácticamente ajena a la violencia religiosa, aunque los actos de represión política por parte de las milicias se dieron igual que en el resto de España. La población del territorio vasco era en aquella época (y venía siendo) muy religiosa; allí la Iglesia se mantuvo siempre muy unida a la tierra, las parroquias eran el punto de reunión natural en las zonas rurales, y el nivel de católicos practicantes, que en el conjunto de España no alcanzaba el 30 %, era en el País Vasco de más del 50 %. De hecho el Partido Nacionalista Vasco, principal fuerza nacionalista vasca, tuvo desde sus orígenes una importante tradición religiosa católica, anticipándose al surgimiento de los modernos partidos democristianos. La Iglesia vasca, por su parte, siempre había dado amplio apoyo al movimiento nacionalista vasco.
Esta situación de la Iglesia, diametralmente opuesta a la del resto del territorio español, hizo que tras la toma del País Vasco por parte de las tropas sublevadas los sacerdotes identificados como nacionalistas vascos fueran también blanco de la represión. Un total de 16 sacerdotes fueron fusilados por las tropas franquistas en 1936 por sus ideas nacionalistas. La jerarquía católica española minusvaloró el hecho, excepto el obispo de Vitoria que fue expulsado de España por las autoridades franquistas por manifestar sus protestas. El Vaticano protestó por los fusilamientos, aunque dicha protesta no se hizo pública en su día, y estos fueron ignorados por la propaganda franquista.
Por otra parte, y aunque la proporción fuera muy inferior a la del resto de España, también fueron asesinados 39 miembros del clero en el País Vasco, principalmente en las «sacas» de presos ocurridas en los buques prisión Cabo Quilates y Altuna-Mendi, así como en las prisiones de Larrinaga y Ángeles Custodios, entre agosto de 1936 y enero de 1937. Estas «sacas» se produjeron como represalias a los bombardeos de la aviación del bando sublevado.
Los ataques de la aviación franquista de los días 31 de agosto y 25 de septiembre sobre Bilbao, la ciudad del norte más castigada por los bombardeos de los sublevados, motivaron el asesinato de los detenidos en los barcos prisión Cabo Quilates y Altuna Mendi (siete el 31 de agosto y 75 el 25 de septiembre). El 2 de octubre volvió a ser asaltado el Cabo Quilates por marineros del acorazado republicano Jaime I que asesinaron a numerosos detenidos, entre ellos doce sacerdotes. Las represalias más graves se produjeron el 4 de enero de 1937 tras el durísimo bombardeo que sufrió Bilbao ese día. "Una multitud exaltada asaltó distintas cárceles y más de 200 personas fueron ejecutadas". El gobierno vasco presidido por José Antonio Aguirre reaccionó inmediatamente y ordenó una investigación judicial para determinar las responsabilidades de los hechos. Fueron detenidas 61 personas, aunque finalmente las condenas a muerte no se cumplieron, pero fue la primera vez en ambos bandos en que las autoridades investigaron un caso de represalias por bombardeos (en todos los demás los responsables quedaron impunes). Además el gobierno vasco tomó medidas muy estrictas lo que impidió que hubiera nuevas represalias.
Las primeras amenazas de que habría represalias si se producían bombardeos se habían producido al inicio la campaña de Guipúzcoa, cuando la Junta de Defensa de Irún advirtió que serían fusilados «los rehenes derechistas, entre los que se encuentran Víctor Pradera, Honorio Maura, el obispo de Valladolid...» en el caso de que la población fuera bombardeada (amenaza que fue cumplida). Una proclama similar había hecho la junta de San Sebastián y la cumplió tras el bombardeo que sufrió la ciudad el 18 de agosto por el acorazado España: fueron condenados a muerte por un consejo de guerra 13 militares y civiles detenidos.

### Las represalias por los primeros bombardeos (julio-octubre de 1936)
En la zona republicana las represalias por los bombardeos de los sublevados fueron de mayores dimensiones que en la zona sublevada ya que allí los mecanismos de coerción del Estado prácticamente habían desaparecido debido al estallido de la revolución. En Gijón el pánico y el odio causado por el durísimo bombardeo del 14 de agosto que causó muchos muertos provocaron el fusilamiento de más de 150 presos que estaban detenidos en la iglesia de San José. En Málaga los bombardeos aéreos de los sublevados día y noche fueron alimentando el odio en la población y el 22 de agosto tras una incursión de la aviación sublevada que destruyó e incendió los depósitos de Campsa pero también causó numerosas víctimas civiles, ( según varios autores, se produjeron 9 víctimas de este bombardeo, ejecutado por 3 aviones italianos. Fueron trabajadores de CAMPSA y soldados, ninguna civil. Dada la localización de los depósitos, tiene cierta lógica esta afirmación al estar en las instalaciones del puerto y usarse para suministrar combustible a los buques de guerra gubernamentales) entre ellas muchas mujeres y niños, se produjo la primera saca de la cárcel en la que fueron fusiladas 46 personas (Según un listado publicado en un periódico de Málaga del 22 de agosto de 1937, fueron 45 asesinados en la "saca" del 22 de agosto de 1936, primera matanza masiva ejecutada por milicianos del PSOE, PC y FAI), entre ellas el general Francisco Patxot, gobernador militar de Málaga que se había unido a los sublevados. Los bombardeos de los días 30 de agosto y 20, 21 y 24 de septiembre provocaron nuevas sacas en las que fueron fusiladas más de doscientas personas. Asimismo el bombardeo del acorazado Jaime I fondeado en el puerto de Málaga fue respondido con la formación de un improvisado tribunal que juzgó y condenó a muerte a los diez oficiales detenidos por haber intentado sublevarse el 19 de julio, que fueron inmediatamente fusilados en la noche del 12 al 13 de agosto. Los hechos ocurrieron en alta mar cuando el barco iba rumbo a la base naval de Cartagena para ser reparado y la marinería se amotinó exigiendo su ejecución.
Cuando el Jaime I llegó a Cartagena el 13 de agosto la exaltación de su marinería contagió al resto de dotaciones y a la guarnición de la base naval, y la misma noche de su llegada diez oficiales fueron fusilados en un callejón. Pero lo más grave ocurrió al día siguiente cuando fueron asaltados dos barcos prisión, el Sil y el España n.º3, y conducidos a alta mar y allí los detenidos, muchos de ellos militares que habían participado en Cartagena, Albacete y Almería en el golpe de Estado del 18-19 de julio, fueron asesinados y arrojados al mar (52 del Sil y 159 del España n.º 3). Al mismo tiempo en tierra algunas destacadas personas de derechas fueron "sacadas" de la cárcel y asesinadas en la carretera de Murcia.
En la noche del 13 de septiembre de 1936 un grupo de milicianos ejecutó a la mayoría de los presos, 93, que se encontraban recluidos en el castillo de Ibiza (algunos salvaron la vida saltando por las ventanas y huyendo) como represalia por el bombardeo que había sufrido la ciudad aquel día. El 18 de noviembre en Menorca, fueron sacados 50 presos del buque prisión Atlante, la mayoría de ellos religiosos y militares, y fueron inmediatamente asesinados, como represalia por los bombardeos de la base naval de Mahón de los días 15, 16 y 18 de noviembre, especialmente por el último que causó seis muertos entre los trabajadores de las fortificaciones y un marinero. Al día siguiente un pelotón de artilleros fusiló a otro grupo de 22 presos, 15 de ellos religiosos.
Una gravedad similar a las represalias de Bilbao del 4 de enero de 1937 tuvieron las motivadas por el primer bombardeo de Santander una semana antes (el 27 de diciembre de 1936) que causó muchas víctimas civiles. El barco prisión Alfonso Pérez fue asaltado y 155 detenidos derechistas fueron asesinados.
Gamel Woolsey, esposa de Gerald Brenan, explicaba así las represalias a los bombardeos aéreos en su obra Málaga en llamas, publicada en 1939:

El odio alcanza cotas muy elevadas durante los ataques aéreos, especialmente por la noche. (...) La bomba cae y siega la vida de sus inocentes víctimas; después el pueblo soliviantado reclama su deuda de sangre. La misma historia siempre: la gente del barrio se exalta y se dirige a cobrársela a las cárceles, donde a su vez aniquila a cuarenta o cincuenta de entre un centenar de infelices almas, la mayoría tan inocentes como los niños exterminados por las bombas

## La represión en la zona republicana desde finales de 1936
En el contexto del proceso de reconstrucción del Estado republicano después de los primeros meses de la guerra, los gobiernos intentaron controlar la actividad parapolicial y parajudicial de los «micropoderes» surgidos de la revolución. Para ello crearon nuevos organismos en los que encuadrarlos como el DEDIDE (Departamento Especial de Información del Estado), las Milicias de Vigilancia de Retaguardia y posteriormente el SIM (Servicio de Información Militar), que actuó con relativa impunidad como una verdadera policía política a partir de su creación en agosto de 1937. Fueron especialmente siniestros los preventorios del SIM de las calles Vallmajor y Zaragoza de Barcelona que estaban dotados de «celdas psicotécnicas» en las que se sometía a los detenidos a diversos métodos de tortura basados en principios «científicos», como las «celdas-armario», en las que los reos permanecían sentados en una postura incómoda bajo la luz de un foco y soportando el sonido de un timbre, las «celdas alucinantes» o «la campana» que creaba sensación de asfixia. Los intentos de los gobiernos republicanos con acabar con estas prácticas no tuvieron éxito.
Sin embargo, la cantidad de ejecuciones extrajudiciales y destrucciones de patrimonio eclesiástico se fueron reduciendo de forma continuada a medida que el Gobierno de la República fue reforzando su control sobre los grupos armados de obreros y sindicalistas. A partir de mayo de 1937, la represión tomó un nuevo cariz cuando, a raíz de las conocidas como Jornadas de mayo de 1937, se produjo un enfrentamiento directo, principalmente en Barcelona, entre el Partido Comunista de España y otros partidos y sindicatos revolucionarios, como el POUM y la CNT. El POUM, derrotado, fue acusado de ser cómplice del fascismo internacional contra la República y su líder, Andreu Nin, desapareció en el sistema de checas sin dejar rastro.

### Las represalias por bombardeos
El primer bombardeo aéreo de la base de Cartagena del 18 de octubre tuvo represalias. «Un total de 49 personas fueron sacadas de la cárcel de San Antón y fusiladas en el cementerio de la ciudad». Asimismo el bombardeo de Alicante el 28 de noviembre motivó el asalto a la prisión provincial, de la que fue sacado un grupo de 49 presos, que fueron asesinados en las paredes del cementerio. Mucho más graves fueron las represalias con motivo del bombardeo del puerto de Rosas por el crucero Canarias el 30 de octubre ya que corrió el rumor de que los franquistas habían desembarcado en aquella localidad de la costa gerundense. Así se desencadenó una ola de terror por muchas ciudades de la retaguardia catalana. En Gerona el seminario que servía como cárcel fue asaltado y 16 detenidos implicados en el golpe de julio de 1936 fueron fusilados; en San Feliu de Guíxols cuatro derechistas y seis sacerdotes fueron conducidos al cementerio y asesinados; en Olot también fue asaltada la prisión y diez personas fueron fusiladas; en Tarrasa unos milicianos detuvieron a doce personas y poco después las asesinaron; en Tarragona, fue asesinado un sacerdote. Asimismo el siguiente bombardeo del crucero Canarias sobre una población de la costa gerundense, esta vez Palamós el 16 de noviembre, provocó represalias en Palamós y en los pueblos cercanos. En total fueron asesinadas 22 personas. El primer bombardeo marítimo de Barcelona, el 13 de febrero de 1937, que fue realizado por el crucero italiano Eugenio de Saboya, provocó el pánico en la ciudad. Cuatro personas que presuntamente habían hecho señales desde un edificio para orientar el bombardeo fueron detenidas y fusiladas a continuación.
Durante la batalla de Madrid las represalias más graves se produjeron el 6 de diciembre de 1936 en Guadalajara después de un bombardeo en el que 23 aviones "facciosos" arrojaron 200 bombas incendiarias y 40 explosivas que causaron 18 víctimas mortales además de numerosos destrozos materiales. Ese día civiles y milicianos asaltaron la cárcel y asesinaron a todos los presos derechistas, cerca de 280 personas. Los esfuerzos para evitar la matanza del gobernador civil Miguel Benavides (quien ya había impedido un primer intento de asalto a la cárcel tras el bombardeo del 1 de diciembre) fueron inútiles ante "una ingente multitud [que] se dirigió hacia la cárcel alentada por milicianos y miembros del comité revolucionario, a los que se unieron los milicianos de una compañía del batallón Rosenberg acuartelado en la ciudad". En cambio el intento de asalto de la cárcel de Alcalá de Henares de dos días después, como represalia a un bombardeo franquista en que murieron varios civiles, fue impedido por el anarquista Melchor Rodríguez, director general de Prisiones, que, según uno de los reclusos, el conocido monárquico Cayetano Luca de Tena, «se plantó en la puerta [de los talleres de la prisión donde se habían refugiado los presos] y consiguió frenarles. Les dijo que eran unos cobardes, que matar presos desarmados era muy fácil y que si querían podían ir al frente».
Las últimas represalias por bombardeos fueron las de Jaén de principios de abril de 1937, en que 128 personas derechistas encarceladas desde el golpe de julio de 1936 fueron sacadas de la prisión provincial y fusiladas junto al cementerio de Mancha Real después del bombardeo que sufrió la ciudad el 1 de abril, y las de Gijón de agosto de 1937, en que cada vez que el puerto o la ciudad eran bombardeadas se fusilaba en la cubierta del barco prisión Luis Caso de los Cobos a varias decenas de los 500 detenidos derechistas, entre ellos algunos sacerdotes, que estaban allí recluidos.

## Consecuencias

### Víctimas de la represión

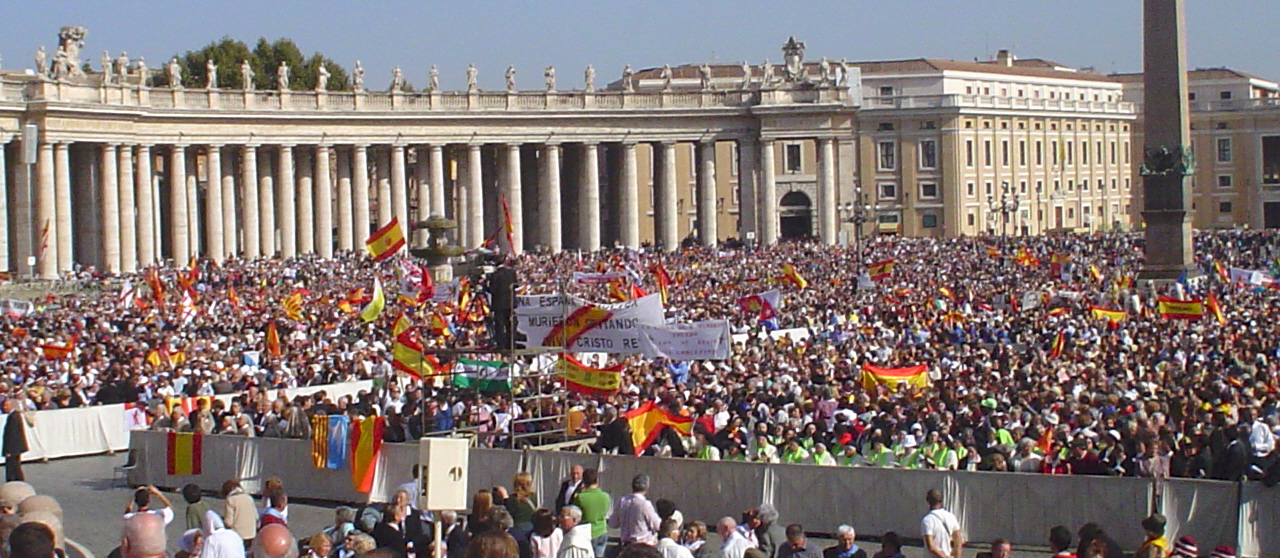
Ceremonia de beatificación de los llamados mártires españoles del, Ciudad del Vaticano, octubre de 2007.

La mayoría de hispanistas de prestigio, aunque difieren en las cifras, defienden que la represión en el bando republicano fue de menor duración que su equivalente en el bando sublevado, y muy inferior a lo que la propaganda franquista proclamó en su día y con posterioridad a la guerra. Todos coinciden en afirmar que se redujo a una mínima expresión a partir de la primavera de 1937, pasando a centrarse más en purgas de disidentes republicanos y milicianos que en represión según clase social. Además, los distintos gobiernos republicanos durante la guerra lucharon, en la medida de sus posibilidades, por evitar los crímenes de los incontrolados. Se llegaron a aplicar por parte del Gobierno penas de muerte a miembros de los comités del Frente Popular de Tarancón, Villar de la Encina, Quintanar del Rey y Yepes, entre otros, por cometer crímenes.
El macrojuicio conocido como «Causa General», celebrado tras la guerra por parte del nuevo gobierno liderado por Francisco Franco, se ha considerado durante mucho tiempo como la fuente de la cifra oficial de muertos a causa de la represión en la zona republicana, a pesar de las críticas recibidas. Las cifras que se extraen de la misma hablan de 85 940 asesinados en total. La cifra que consta en el Santuario Nacional de Valladolid es de 54 594.

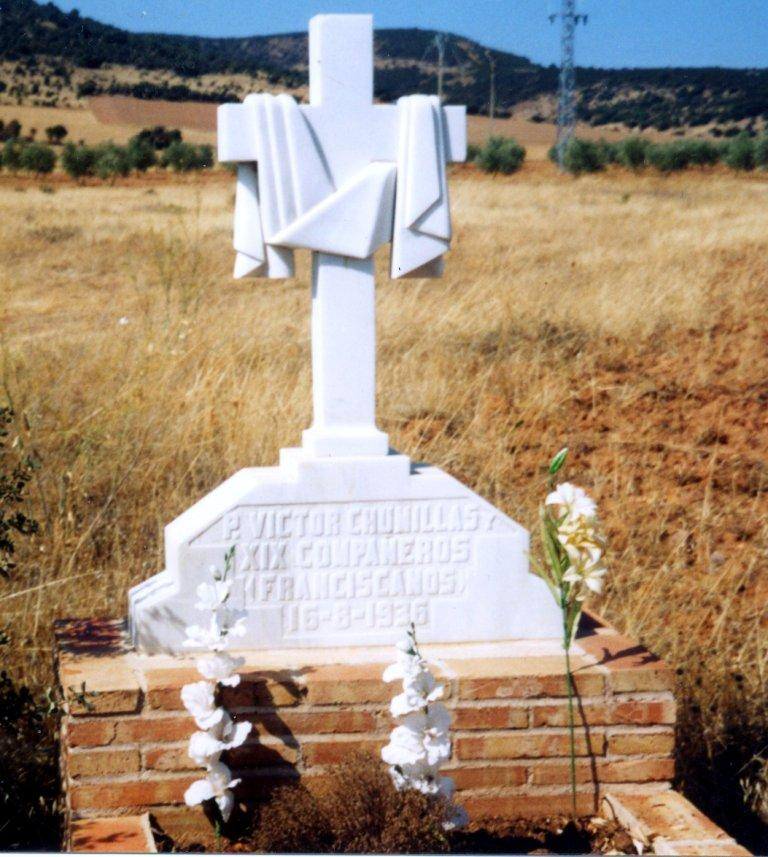
Cruz conmemorativa en el lugar en que fueron fusilados 20 monjes franciscanos en Fuente el Fresno (Ciudad Real).

La cantidad de seglares asesinados fue muy superior a la de religiosos. La cifra de muertos entre los miembros de la Iglesia católica según dicha fuente se eleva a 6832: 282 monjas, 13 obispos, 4172 párrocos y curas de distinto rango, 2364 monjes y frailes (entre ellos 259 claretianos, 226 franciscanos, 204 escolapios, 176 maristas, 165 Hermanos Cristianos, 155 agustinos, 132 dominicos y 114 jesuitas). La distribución de dichos muertos fue muy desigual; en algunas diócesis bajo control de la república apenas hubo víctimas entre el clero, mientras que en otras, como Barbastro, fue asesinado hasta un 88 %. También variaron mucho los grados de ensañamiento para con las víctimas; mientras unos fueron fusilados sin más, otros fueron torturados antes de morir.

En ninguna época de la historia de Europa, y posiblemente del mundo, se ha manifestado un odio tan apasionado contra la religión y cuanto con ella se encuentra relacionado.
Hugh Thomas

La Iglesia católica siempre ha considerado a los religiosos muertos durante el conflicto como mártires por la fe, a excepción de los curas fusilados en el País Vasco por el bando sublevado por su postura favorable al nacionalismo vasco; ninguno de ellos ha sido beatificado todavía, bajo el argumento de que no murieron por ser sacerdotes, sino por ser nacionalistas. Del resto de religiosos fallecidos, muchos han sido beatificados desde que terminó la guerra, varios centenares en el mismo Vaticano: 233 en el año 2001, y otros 498 en 2007. Esta fue la ceremonia de beatificación más numerosa llevada a cabo por la Iglesia hasta ese momento.
En 2012 los historiadores Francisco Espinosa Maestre y José Luis Ledesma publicaron un cuadro resumen del número de muertos víctimas de la represión judicial y extrajudicial en ambas retaguardias durante la guerra civil (y la inmediata posguerra en las zonas ocupadas por el ejército franquista al finalizar la contienda: Madrid, Valencia, Castilla-La Mancha, Murcia y algunas zonas de Andalucía). Los datos del cuadro provenían de los estudios provinciales y regionales —cuya fuente fundamental eran las defunciones anotadas en los registros civiles— llevados a cabo a lo largo de las dos décadas finales del siglo XX y la primera del siglo XXI por ellos mismos y por cerca de cuarenta investigadores más (entre ellos Jesús Vicente Aguirre, Francisco Alía Miranda, Julián Casanova, Francisco Etxeberria, Carmen González Martínez, Francisco Moreno Gómez, Juan Sisinio Pérez Garzón y Alberto Reig Tapia). Espinosa y Ledesma señalaban además que había 16 provincias (Albacete, Ávila, Burgos, Cádiz, Ciudad Real, Cuenca, Guadalajara, Las Palmas, León, Madrid, Murcia, Palencia, Salamanca, Tenerife, Valladolid y Zamora) en las que el estudio de la represión franquista estaba aún incompleto, por lo que el número de víctimas causadas por el bando sublevado podría aumentar en el futuro conforme avancen las investigaciones.
|                                         | Represión franquista | Represión republicana |
| Andalucía                               | 47 399               | 8.367                 |
| Aragón                                  | 8.523                | 3.901                 |
| Asturias                                | 5.952                | 2.000                 |
| Baleares                                | 2.300                | 323                   |
| Canarias                                | 2.600                | -                     |
| Cantabria                               | 2.535                | 1.283                 |
| Castilla-La Mancha                      | 10.358               | 7.524                 |
| Castilla-León                           | 14.660               | 575                   |
| Cataluña                                | 3.688                | 8.352                 |
| Ceuta-Melilla-Protectorado de Marruecos | 768                  | -                     |
| Extremadura                             | 10.594               | 1.567                 |
| Galicia                                 | 4.265                | -                     |
| Madrid                                  | 3.204                | 8.815                 |
| Murcia                                  | 1.251                | 740                   |
| Navarra                                 | 3.280                | -                     |
| País Vasco                              | 1.900                | 945                   |
| La Rioja                                | 2.000                | -                     |
| Comunidad Valenciana                    | 4.922                | 4.880                 |
| TOTAL                                   | 130 199              | 49 272                |

#### Obispos asesinados
- Florentino Asensio Barroso, obispo de Barbastro. Doctor en Sagrada Teología.
- Manuel Basulto Jiménez, obispo de Jaén . Licenciado en Derecho civil.
- Manuel Borrás Ferré, obispo auxiliar de Tarragona.
- Narciso de Esténaga Echevarría, obispo de Ciudad Real. Licenciado en Derecho civil.
- Salvio Huix Miralpeix, obispo de Lérida .
- Manuel Irurita Almándoz, obispo de Barcelona. Doctor en Filosofía y en Sagrada Teología.
- Cruz Laplana y Laguna, obispo de Cuenca. Doctor en Sagrada Teología.
- Manuel Medina Olmos, obispo de Guadix . Licenciado en Filosofía y Letras, Doctor en Sagrada Teología y en Derecho civil.
- Eustaquio Nieto Martín, obispo de Sigüenza. Doctor en Sagrada Teología y licenciado en Derecho canónico.
- Juan de Dios Ponce y Pozo, administrador apostólico de Orihuela. Doctor en Filosofía, en Sagrada Teología y en Derecho canónico.
- Miguel Serra Sucarrats, obispo de Segorbe. Doctor en Sagrada Teología y licenciado en Derecho civil.
- Diego Ventaja Milán, obispo de Almería. Doctor en Filosofía y en Sagrada Teología.
- Anselmo Polanco y Fontecha, O.S.A., obispo de Teruel y administrador apostólico de Albarracín.

#### Intelectuales asesinados
Algunos de los intelectuales asesinados fueron: 
- P. Zacarías García Villada, S.J. Historiador.

- Fr. Luis Urbano Lanaspa, O.P. Teólogo y físico.
- Ramiro de Maeztu. Ensayista y literato.
- P. Pedro Poveda. Pedagogo y fundador de la Institución Teresiana.
- Francisco Beceña González, catedrático de Derecho procesal.
- P. Juan Bautista Ferreres, S.J. Teólogo y canonista.
- José Manuel Aizpurúa Azqueta. Arquitecto.
- Andrés Manuel Calzada Echeverría. Arquitecto y escritor.

### Pérdidas de edificios y demás patrimonio

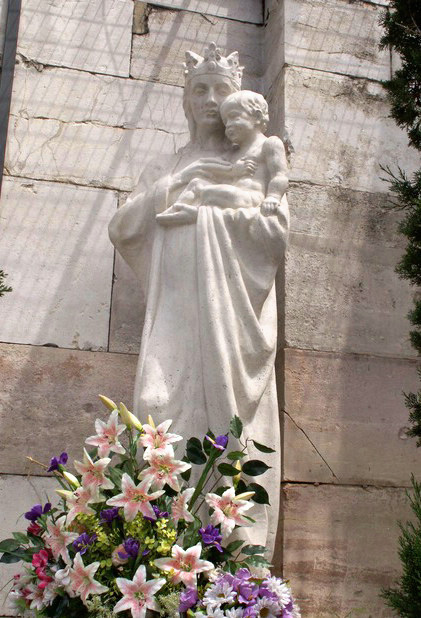
Estatua de la Virgen de la Almudena, esculpida en 1941 para sustituir a la original, destruida en 1936.

Los bienes de los llamados «enemigos del pueblo» solían ser confiscados, en ocasiones por la fuerza y con gran violencia. Los bienes productivos (tierras de labranza, talleres y fábricas) volvían de inmediato al trabajo, esta vez controlados por comités revolucionarios. Aunque, al igual que en la violencia contra las personas, se produjeron casos de saqueos y robos, la tendencia general fue la de socializar los bienes incautados. Los palacetes y mansiones se convertían en nuevas sedes de los partidos políticos y sindicatos, los bienes se repartían entre la gente o quedaban en depósito para uso comunal.
Los estallidos de violencia también afectaron en gran medida a las posesiones de la Iglesia católica y las órdenes religiosas. En estos casos, el móvil era más la destrucción que el robo Muchas colecciones de arte sacro pudieron ser salvadas de la destrucción in extremis por funcionarios públicos Aunque en Madrid se salvaron en un primer momento gran parte de las iglesias y demás edificios religiosos merced a la intervención del gobierno, en muchos lugares estos mismos edificios fueron pasto de las llamas después de ser saqueados (en Barcelona, por ejemplo, solo lograron salvarse la catedral y el monasterio de Pedralbes).
En general la destrucción de las iglesias se recibía con más indiferencia que excitación. Casi todas las que se salvaron en la zona republicana fueron reacondicionadas como almacenes, casas del pueblo, u otros usos públicos. Hasta años posteriores se prohibieron las manifestaciones públicas de culto. Los símbolos religiosos fueron también blanco de la ira de los milicianos; muchas estatuas fueron destruidas o mutiladas de forma rutinaria.

## El reconocimiento a las víctimas por la dictadura franquista

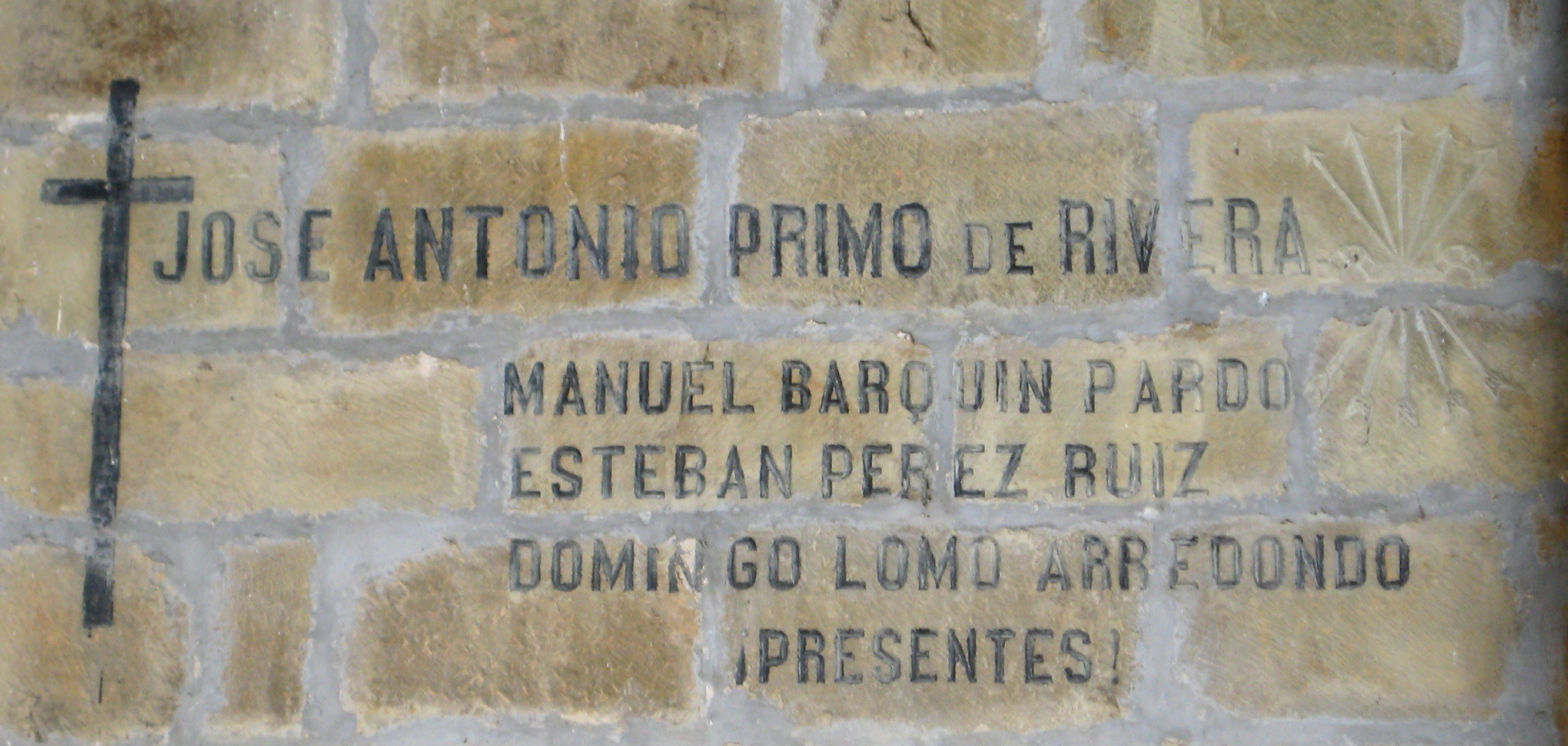
Inscripción en la iglesia de San Miguel de Ogarrio (Cantabria) en memoria de José Antonio Primo de Rivera y los partidarios locales del bando sublevado caídos en la Guerra Civil. Tras la guerra, estas inscripciones se instituyeron oficialmente en todas las parroquias de España.

En general, se considera que la represión en zona republicana, calificada globalmente por el bando sublevado como Terror Rojo, fue usado como argumento para reprimir y privar de derechos a los perdedores de la Guerra Civil.
Las víctimas del Terror Rojo fueron ensalzadas y glorificadas como mártires en la Cruzada Nacional contra el comunismo por parte del régimen franquista. Este mecanismo fue empleado sobre todo por Falange Española; tras la guerra, el comunismo internacional, y sobre todo la URSS, fueron considerados el origen de todos los males de España, incluida la reciente Guerra Civil. Se acrecentó una fuerte necesidad de revancha, que encontró salida en la represión de todos los sospechosos de connivencia con el comunismo, y por extensión la República (los llamados desafectos), así como en la solicitud de voluntarios para el Frente Ruso a partir de 1941, encuadrados en la División Azul.

### El Valle de los Caídos

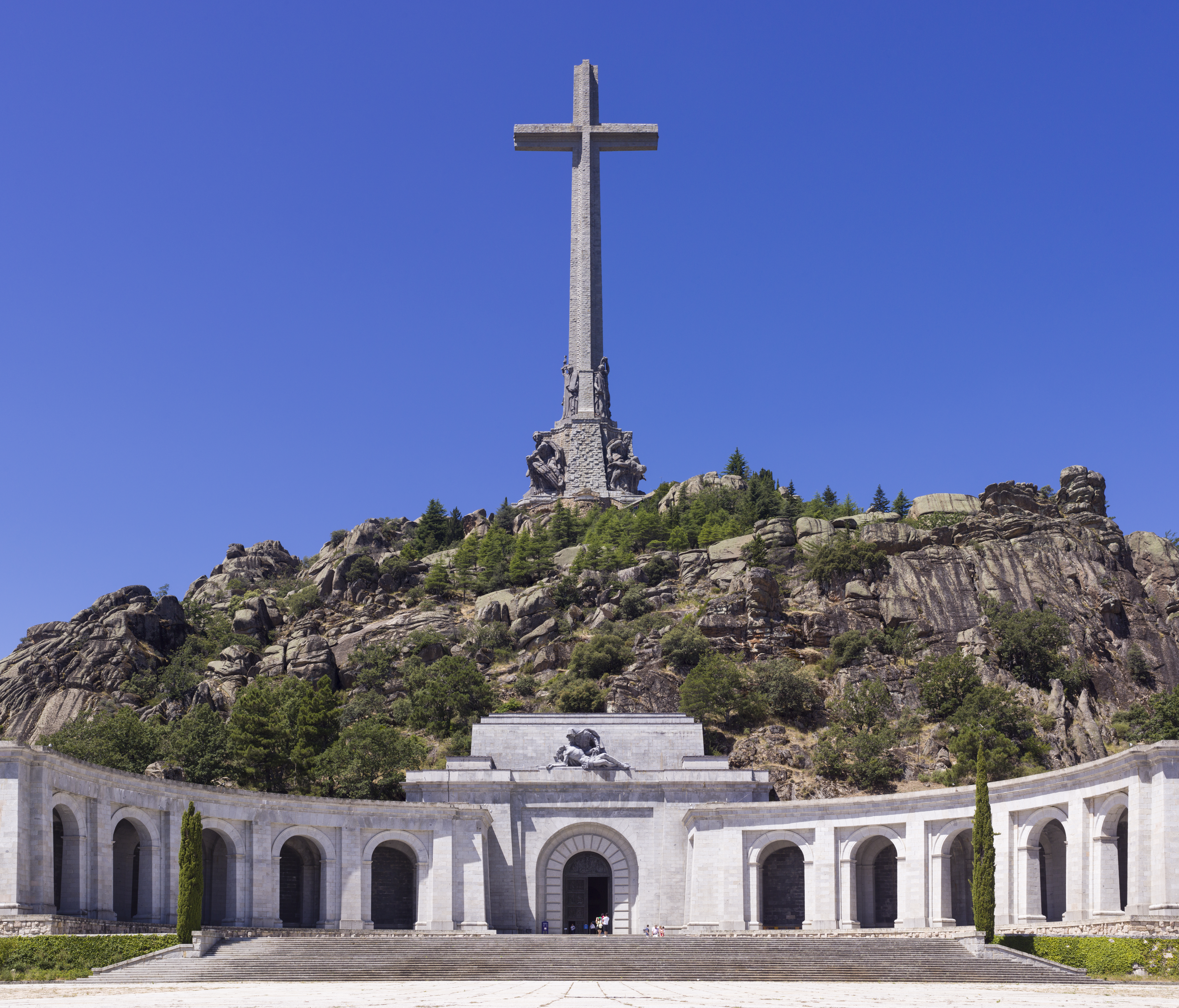
Vista de la cruz del Valle de los Caídos.

En 1940, por orden de Franco, se inició la construcción del Valle de los Caídos, un enorme conjunto monumental en recuerdo de los caídos durante la guerra civil. Formado por una basílica, una abadía y una enorme cruz de unos 150 metros de altura, allí están enterrados José Antonio Primo de Rivera (fundador de Falange) y, hasta el 24 de octubre de 2019, el propio Franco.

### La Causa General
Tras la guerra, el nuevo Gobierno liderado por Francisco Franco realizó un juicio mastodóntico, la Causa General instruida por el Ministerio Fiscal sobre la dominación roja en España, conocida abreviadamente como «Causa General», en la cual durante dos décadas se recopiló de forma exhaustiva una relación de todos los crímenes cometidos en territorio republicano.

### El nacionalcatolicismo
El nacionalcatolicismo fue una de las principales señas de identidad ideológica del franquismo. Su manifestación más visible fue la hegemonía que tenía la Iglesia católica en todos los aspectos de la vida pública e incluso privada, pasando a convertirse en religión oficial del Estado, incluida en la enseñanza obligatoria. La gran mayoría de los obispos sobrevivientes, de los cuales el más representativo fue el cardenal Gomá, no sólo dieron su apoyo total al franquismo, sino que plantearon la lucha del bando sublevado como una auténtica Cruzada Nacional en defensa de la fe católica. Dicha situación hegemónica se prolongó hasta 1978.